# نیروگاه هسته‌ای لینگ او
نیروگاه هسته‌ای لینگ او (به لاتین: Ling Ao Nuclear Power Plant) یک نیروگاه هسته‌ای در چین است که در لانگانگ واقع شده‌است.